# François Du Puy
François Du Puy (ou François Dupuis, voire François Dupuy, en latin Franciscus de Puteo) né à Saint-Bonnet-le-Château en 1450 et mort le 15 septembre 1521 au monastère de la Grande Chartreuse, est un juriste, chanoine, ecclésiastique, et humaniste français de la fin du Moyen Âge. Chanoine de Notre-Dame et de Saint-Pierre lès Valence, il devient official et vicaire général de Grenoble auprès de l'évêque Laurent Ier Alleman de 1488 à 1500. Quittant le siècle[Quoi ?] pour entrer au monastère de la Grande Chartreuse en 1500, il en devient prieur général sous le nom de Dom François II jusqu'à sa mort le 17 septembre 1521.

## Famille et études
Fils de Pierre du Puy, il nait à Saint-Bonnet le Château, en Forez, en 1450. Il suit des études juridiques qui le mènent à un doctorat in utroque en droit canon et civil. Il meurt le 15 septembre 1521 au monastère de la Grande-Chartreuse alors qu'il exerce le ministère de prieur général de l'ordre depuis 1503, 34e prieur depuis Saint-Bruno.

## Traité de la visite pastorale
L'aspiration à la réforme de l'Église en cette deuxième moitié du XVe siècle, et une profonde réflexion sur le rôle et la mission de l'évêque, conduisent François Du Puy à la rédaction de son important traité de visite pastorale. Il sera l'inspirateur principal de l'évêque de Grenoble, Laurent Ier Alleman, qu'il accompagne dans ses visites pastorales. Il s'inspire, après l'avoir longuement étudiée, de la Summa Moralis de Saint Antonin de Florence : la somme de théologie morale de Saint-Antonin de Florence, éditée à Nuremberg en 1486-1487 et dont il fait l'acquisition alors qu'il est encore à Valence. Les premiers paragraphes concernent l'inspection des lieux et de l'église (Visitatio rerum), l'enquête sur les clercs et les fidèles (Visitatio hominum) ainsi que la visite des chapelles, hôpitaux, léproseries et les confréries. Il tend à faire de l'enseignement pastoral, la prédication par l'évêque, un des moments-clés de la visite. De même, la dévotion eucharistique, l'ostension du Saint-Sacrement, qui suit l'examen de la réserve eucharistique - le Corpus Christi- est un des premiers temps forts de la visite pastorale.

## Humaniste chrétien
Il légua son importante bibliothèque à la Grande-Chartreuse, y compris ses deux cent dix incunables et une dizaine de manuscrits, transférés en 1803-1813 en application des décrets de saisie de la Révolution et conservés jusqu'à nos jours à la bibliothèque municipale de Grenoble . Ses notes de lectures traduisent une profonde vie spirituelle, depuis la lecture de Jean Cassien qui l'aide à comprendre sa vocation cartusienne, jusqu'aux méditations de saint Bernard sur la Vierge, en passant par les sermons de Léon le Grand. Sa culture est profondément inscrite dans la tradition doctrinale et juridique médiévale, mais ouverte au présent. Le quart de sa bibliothèque est constitué d'ouvrages de droit canonique et civil, y compris les grands commentaires d'Azon, de Bartole, de Balde, ou les décrétales de Guillaume Durand, le Panormitain et Jean André. Une part importante d’œuvres contemporaines attestent de sa culture ouverte et actuelle, possédant par exemple la Somme (Summa Ecclesiastica) de Juan de Torquemada, des ouvrages de Gerson, Pierre d'Ailly. Quarante pour cent des titres sont consacrés au domaine proprement religieux : Albert le Grand, saint Thomas d'Aquin, saint Bonaventure, Alexandre de Hales, Ockham, Richard de Mediavilla, etc. Une collection importante de sermonnaires, d’œuvres d'ascétisme et de dévotion, en tête desquelles se trouvent les œuvres de Ludolphe le Chartreux. Près de trente pour cent du fonds concerne l'humanisme; passionné d'histoire, il lit tous les grands auteurs de l'Antiquité latine et grecque, et en pratiqua les philosophes tels Aristote, Platon et Plotin. Plus d'un quart du fonds est constitué d'ouvrages de droit civil ou de droit canonique, soit  57 titres, ce qui semble peu étonnant pour un docteur in utroque et en responsabilité dans l'Église.  Il connait également les grands auteurs de l'Italie contemporaine, attiré à la fois par les humanistes et les réformateurs. Parmi ces grands auteurs italiens (8 volumes), figure une superbe édition vénitienne de Dante de 1491 de la Divine Comédie.
La constitution de cette bibliothèque a été l’œuvre d'une vie si l'on en juge par les dates d'édition ou la période d'achat (un tiers des volumes comportent une indication sur la situation de l'acheteur, son titre par exemple). La durée de constitution de cette bibliothèque est avérée sur une période de 25 ans environ.

## Influence de François Du Puy
Laurent 1er Alleman décèle en François Du Puy la valeur d'un inspirateur exceptionnel et s'attache ses services en tant qu'official et vicaire général du diocèse de Grenoble. Une étroite et constante collaboration entre les deux hommes s'établit et leurs noms apparaissent désormais indissociables. Homme d'ordre et organisateur hors pair, il procède à la réforme de l'officialité en 1491. Il stimule l'évêque de façon décisive dans sa charge par ses réflexions et ses traités, et dans l'élaboration de sa doctrine pastorale, prouvée par les visites pastorales de 1506 à 1508 de l'évêque sans la présence de François Du Puy, calquées sur le modèle des visites pastorales qui avait été défini par François Du Puy dans la période de leur collaboration entre 1488 et 1500. Méthodique et efficace, il met au service de l'évêque sa longue expérience. Sa carrière séculière est jalonnée d'œuvres importantes reflétant à la fois ses qualités d'administrateur et de réformateurs, notamment son traité de la visite pastorale et la rédaction des statuts synodaux de 1495 destinés à la formation du clergé, dont il prit soin de les diffuser en les faisant imprimmer sur les presses grenobloises pour les distribuer gratuitement à tous les prêtres du diocèse. On reconnait dans ces deux œuvres majeures l'inspirateur de Laurent 1er Alleman. Il rédige le grand pouillé de 1497 et réorganise en 1499 les archives de l'évêché grenoblois.

## Prieur général de la Grande-Chartreuse de 1503 à 1521
Après avoir fondé  la chapelle Notre-Dame de Pitié à Saint-Bonnet le Château, il entre à 50 ans à la Grande-Chartreuse dont il devient 3 ans plus tard, en 1503, prieur général. Administrateur hors pair, il est à l'origine de la 3e compilation des Statuts de l'ordre qu'il fait éditer à Bale en 1510 chez Amerbach, des archives (2600 actes recueillis dans le Repertorum generale), ainsi que du recueil des actes anciens de la Chartreuse connu sous le nom de Grand Cartulaire composé pour l'essentiel en 1507, en deux gros volumes in-folio de 520 pièces. Sa vocation érémitique favorise sa méditation et son intériorité qu'on retrouve exprimée par exemple dans son commentaire des psaumes, le Catena Aurea, éditée au début du XVIe siècle. Il laisse de nombreuses notes marginales au long de ses lectures, reflétant ses préoccupations et la vie profonde de son esprit. La mission spécifique qu'il assuma comme prieur général de la Chartreuse fut l'exaltation de la mémoire du fondateur, Saint Bruno.

## Canonisation de Saint-Bruno
Postulateur de la cause de béatification de Saint-Bruno, le fondateur de l'Ordre des Chartreux, il en écrit notamment la biographie. Un exemplaire de sa Vita Beati Brunonis est conservé à la bibliothèque municipale de Grenoble.

## Œuvres
- Traité de la visite pastorale
- Statuts synodaux de 1495 : Nove Constitutiones seu statuta synodalia Ecclesie gratianopolitane[8]
- Grand Pouillé de 1497
- Troisième compilation des statuts de l'ordre des chartreux : Statuta et privilegia ordinis Cartusiensis, Bâle, 1510-1511
- Commentaire des Psaumes : Catena aurea super Psalmos » Paris, 1510
- Biographie de Saint-Bruno : Vita Sancti Brunonis, primi institutoris ordinis cartusiensis, Bâle, 1515
- Grand Cartulaire, recueil des actes anciens de la Chartreuse : Cartularii de litteris instrumentis et aliis documentis Majoris Domus Cartusie, rédigé par le notaire André Boucher à la requête du prieur général François Du Puy et de l'évêque Laurent Ier Alleman.